# 肝膽相照
《肝膽相照》（英語：Sworn Brothers）是1987年上映的一部香港動作剧情片，由黎大煒執導，劉德華、張國強、楊群和蕭紅梅主演。

## 剧情简介
豹叔收养了朋友的儿子阿定（刘德华饰），与自己儿子阿国（张国强饰）情同手足。两人长大後，阿国成为从苏格兰场学成的警官，阿定成为犯罪集团的杀手杨东海（楊群飾）的得力助手。阿定驾车往机场，迎接返港的警官阿国。
杨东海实为黑社会头子，贩卖军火，走私毒品。阿定在黑社会上发迹，但阿定盗亦有道，拒绝沾手毒品。阿国报到后，即奉命缉破杨东海的犯罪集团。阿定船上遇雯雯（萧红梅饰），一见倾心，并赢得芳心。阿国劝阿定改邪归正，阿定也有悔意。
杨东海知道阿定想离开他之後，不想放过他，欲使其成为黑吃黑的牺牲品。杨东海欲找阿定替其处理毒品生意，故意买人刺伤自己，要求阿定替其出面谈判，阿定答允，不料谈判破裂。

## 角色
| 演員   | 角色   | 粵語配音 | 简介                   |
| 劉德華 | 林定一 | 李學斌   |                        |
| 張國強 | 阿国   | 黃志成   |                        |
| 楊群   | 杨东海 | 楊群     |                        |
| 蕭紅梅 | 雯雯   | 沈小蘭   | 化妆品店员，想成为歌星 |
| 董驃   | 豹叔   | 董驃     | 阿国父亲，警察         |
| 錢嘉樂 | 嘉樂   |          |                        |
| 王玉環 |        |          | 楊東海的女兒           |
| 黎大煒 |        |          | 港聞記者（客串）       |

## 影片分級
電視
| 國家／地區 | 分級                         |
| 香港       | PG(成人情節、不雅用語及暴力) |

## 外部連結
- 香港影庫上《肝膽相照》的資料（繁體中文）
- 開眼電影網上《肝膽相照》的資料（繁體中文）
- 时光网上《肝膽相照》的資料（简体中文）
- 豆瓣电影上《肝膽相照》的資料 （简体中文）
- 爛番茄上《肝膽相照》的資料（英文）
- AllMovie上《肝膽相照》的资料（英文）
- 互联网电影数据库（IMDb）上《肝膽相照》的资料（英文）